# Łukasz Owczarz
Łukasz Owczarz (ur. 29 marca 1990) – polski siatkarz, grający na pozycji atakującego. Od sezonu 2019/2020 do sezonu 2020/2021 występował w drużynie UKS Mickiewicz Kluczbork.
W sezonie 2021/2022 był zawodnikiem zespołu BKS Visła Bydgoszcz, do którego wrócił po ośmiu latach. 
Z kolei przez pierwszą część sezonu 2022/2023 reprezentował Olimpię Sulęcin. 

## Sukcesy klubowe
Puchar Luksemburga:
- 2015

Liga luksemburska:
- 2015

I liga polska:
- 2019
- 2022[5]